# THE IDOLM@STER CINDERELLA GIRLS STARLIGHT MASTER HEART TICKER!
『THE IDOLM@STER CINDERELLA GIRLS STARLIGHT MASTER HEART TICKER!』（アイドルマスター シンデレラガールズ スターライトマスター ハートティッカー）は、2023年11月22日から日本コロムビアよりリリースされているCDシリーズ。

## 概要
『アイドルマスター シンデレラガールズ スターライトステージ』用に作成された楽曲のロングバージョンを収録したCDシングルシリーズ第6弾。
表題曲のロングバージョンであるM@STER VERSIONと、各歌唱者によるソロリミックスおよびカラオケ、ボーナストラックとしてGAME VERSIONが収録されている。また、ソロ・ユニット新曲やゲーム内で使用されたカバー曲のフルバージョンが収録される場合もある。表題曲を歌っているユニットには、ゲーム中ではユニット名がついている場合があるが、CDには表記されていない。
このCDが初収録となる曲は太字で、カバー曲は斜体で表記する。

## 01 無限L∞PだLOVE♡
2023年11月22日発売。同年8月30日にゲーム内で配信された『スターライトステージ』8周年記念楽曲「無限L∞PだLOVE♡」のM@STER VERSIONとソロ・リミックスを収録したシングル。
収録曲
1. 無限L∞P（ループ）だLOVE♡（M@STER VERSION）
歌：辻野あかり（梅澤めぐ）、佐久間まゆ（牧野由依）、多田李衣菜（青木瑠璃子）、神崎蘭子（内田真礼）、木村夏樹（安野希世乃）、二宮飛鳥（青木志貴）、ナターリア（生田輝）、黒埼ちとせ（佐倉薫）
作詞：八城雄太、作曲・編曲：睦月周平・山本真央樹
2. 無限L∞PだLOVE♡（M@STER VERSION）辻野あかりソロ・リミックス
歌：辻野あかり（梅澤めぐ）
3. 無限L∞PだLOVE♡（M@STER VERSION）佐久間まゆソロ・リミックス
歌：佐久間まゆ（牧野由依）
4. 無限L∞PだLOVE♡（M@STER VERSION）多田李衣菜ソロ・リミックス
歌：多田李衣菜（青木瑠璃子）
5. 無限L∞PだLOVE♡（M@STER VERSION）神崎蘭子ソロ・リミックス
歌：神崎蘭子（内田真礼）
6. 無限L∞PだLOVE♡（M@STER VERSION）木村夏樹ソロ・リミックス
歌：木村夏樹（安野希世乃）
7. 無限L∞PだLOVE♡（M@STER VERSION）二宮飛鳥ソロ・リミックス
歌：二宮飛鳥（青木志貴）
8. 無限L∞PだLOVE♡（M@STER VERSION）ナターリアソロ・リミックス
歌：ナターリア（生田輝）
9. 無限L∞PだLOVE♡（M@STER VERSION）黒埼ちとせソロ・リミックス
歌：黒埼ちとせ（佐倉薫）
10. 無限L∞PだLOVE♡（M@STER VERSION）オリジナル・カラオケ
11. 無限L∞PだLOVE♡（GAME VERSION）
歌：辻野あかり（梅澤めぐ）、佐久間まゆ（牧野由依）、多田李衣菜（青木瑠璃子）、神崎蘭子（内田真礼）、木村夏樹（安野希世乃）、二宮飛鳥（青木志貴）、ナターリア（生田輝）、黒埼ちとせ（佐倉薫）

## 02 Hardcore Toyworld
2024年1月17日発売。2023年9月30日にゲーム内で配信された新曲「Hardcore Toyworld」のM@STER VERSIONとソロ・リミックス、ソロ新曲1曲を収録したシングル。
収録曲
1. Hardcore Toyworld（M@STER VERSION）
歌：砂塚あきら（富田美憂）、早坂美玲（朝井彩加）
作詞・作曲・編曲：安島龍人
  - ゲーム中のユニット名は「My-Style Revo」(マイスタイルレボ)

2. 碧空ノ一路
歌：脇山珠美（嘉山未紗）
作詞：ミズノゲンキ、作曲・編曲：睦月周平
3. Hardcore Toyworld（M@STER VERSION）オリジナル・カラオケ
4. 碧空ノ一路 オリジナル・カラオケ
5. Hardcore Toyworld（M@STER VERSION）砂塚あきらソロ・リミックス
歌：砂塚あきら（富田美憂）
6. Hardcore Toyworld（M@STER VERSION）早坂美玲ソロ・リミックス
歌：早坂美玲（朝井彩加）
7. Hardcore Toyworld（GAME VERSION）
歌：砂塚あきら（富田美憂）、早坂美玲（朝井彩加）

## 03 HALLOWEEN GAME
2024年2月14日発売。2023年10月19日にゲーム内で配信された新曲「HALLOWEEN GAME」のM@STER VERSIONとソロ・リミックス、ユニット新曲1曲を収録したシングル。
収録曲
1. HALLOWEEN GAME（M@STER VERSION）
歌：姫川友紀（杜野まこ）、中野有香（下地紫野）、堀裕子（鈴木絵理）、上条春菜（長島光那）、白雪千夜（関口理咲）
作詞・作曲・編曲：TAKT（TRYTONELABO）
  - ゲーム中のユニット名は「パンプキンプリン」

2. ミステリーハート
歌：宮本フレデリカ（髙野麻美）、速水奏（飯田友子）
作詞・作曲・編曲：PandaBoY
  - ゲーム中のユニット名は「FrenchKisS」（フレンチキス）

3. HHALLOWEEN GAME（M@STER VERSION）オリジナル・カラオケ
4. ミステリーハート オリジナル・カラオケ
5. HALLOWEEN GAME（M@STER VERSION）姫川友紀ソロ・リミックス
歌：姫川友紀（杜野まこ）
6. HALLOWEEN GAME（M@STER VERSION）中野有香ソロ・リミックス
歌：中野有香（下地紫野）
7. HALLOWEEN GAME（M@STER VERSION）堀裕子ソロ・リミックス
歌：堀裕子（鈴木絵理）
8. HALLOWEEN GAME（M@STER VERSION）上条春菜ソロ・リミックス
歌：上条春菜（長島光那）
9. HALLOWEEN GAME（M@STER VERSION）白雪千夜ソロ・リミックス
歌：白雪千夜（関口理咲）
10. HALLOWEEN GAME（GAME VERSION）
歌：姫川友紀（杜野まこ）、中野有香（下地紫野）、堀裕子（鈴木絵理）、上条春菜（長島光那）、白雪千夜（関口理咲）

## 04 D-ark L-ily's Grin
2024年3月20日発売。2023年10月30日にゲーム内で配信された新曲「D-ark L-ily's Grin」のM@STER VERSIONとソロ・リミックス、ユニット新曲1曲を収録したシングル。
収録曲
1. D-ark L-ily's Grin（M@STER VERSION）
歌：北条加蓮（渕上舞）、速水奏（飯田友子）
作詞・作曲・編曲：鈴木裕明（SUPA LOVE）
  - ゲーム中のユニット名は「モノクロームリリィ」

2. 書きかけのラブレター
歌：関裕美（会沢紗弥）、白菊ほたる（天野聡美）、森久保乃々（高橋花林）
作詞・作曲・編曲：トミタカズキ（SUPA LOVE）
  - ゲーム中のユニット名は「ワンステップス」。この名義での楽曲は、「ステップ&スキップ」以来2曲目となる。

3. D-ark L-ily's Grin（M@STER VERSION）オリジナル・カラオケ
4. 書きかけのラブレター オリジナル・カラオケ
5. D-ark L-ily's Grin（M@STER VERSION）北条加蓮ソロ・リミックス
歌：北条加蓮（渕上舞）
6. D-ark L-ily's Grin（M@STER VERSION）速水奏ソロ・リミックス
歌：速水奏（飯田友子）
7. D-ark L-ily's Grin（GAME VERSION）
歌：北条加蓮（渕上舞）、速水奏（飯田友子）

## 05 Teeenage☆Groovin'
2024年4月10日発売。2023年11月29日にゲーム内で配信された新曲「Teeenage☆Groovin'」のM@STER VERSIONとソロ・リミックス、カバー曲2曲を収録したシングル。
収録曲
1. Teeenage☆Groovin'（M@STER VERSION）
歌：喜多見柚（武田羅梨沙多胡）、椎名法子（都丸ちよ）、棟方愛海（藤本彩花）
作詞：Mitsu（TRYTONELABO）、作曲・編曲：坪田修平（TRYTONELABO）
  - ゲーム中のユニット名は「リンリン（LINK-RING）」

2. ぱ ぴ ぷ ぺ POP!
歌：荒木比奈（田辺留依）、神谷奈緒（松井恵理子）、安部菜々（三宅麻理恵）
作詞・作曲：玉屋2060％（Wienners）、カバーアレンジ：錦織孝宏（TRYTONELABO）
オリジナルアーティスト：Appare!
3. 世界はそれを愛と呼ぶんだぜ
歌：佐藤心（花守ゆみり）
作詞・作曲：山口隆、カバーアレンジ：TAKT（TRYTONELABO）
オリジナルアーティスト：サンボマスター
4. Teeenage☆Groovin'（M@STER VERSION）オリジナル・カラオケ
5. Teeenage☆Groovin'（M@STER VERSION）喜多見柚ソロ・リミックス
歌：喜多見柚（武田羅梨沙多胡）
6. Teeenage☆Groovin'（M@STER VERSION）椎名法子ソロ・リミックス
歌：椎名法子（都丸ちよ）
7. Teeenage☆Groovin'（M@STER VERSION）棟方愛海ソロ・リミックス
歌：棟方愛海（藤本彩花）
8. Teeenage☆Groovin'（GAME VERSION）
歌：喜多見柚（武田羅梨沙多胡）、椎名法子（都丸ちよ）、棟方愛海（藤本彩花）

## 06 Come to you
2024年5月15日発売。同年2月より開催されているライブツアー「ConnecTrip!」のテーマ曲「Come to you」のM@STER VERSIONとソロ・リミックス、ソロ新曲1曲を収録したシングル。
収録曲
1. Come to you（M@STER VERSION）
歌：小日向美穂（津田美波）、渋谷凛（福原綾香）、本田未央（原紗友里）
作詞：やぎぬまかな、作曲・編曲：石濱翔（MONACA）
2. DYNAMITE FEVER MEGAMIX
歌：片桐早苗（和氣あず未）
作詞・作曲・編曲：橘亮祐
3. Come to you（M@STER VERSION）オリジナル・カラオケ
4. DYNAMITE FEVER MEGAMIX オリジナル・カラオケ
5. Come to you（M@STER VERSION）小日向美穂ソロ・リミックス
歌：小日向美穂（津田美波）
6. Come to you（M@STER VERSION）渋谷凛ソロ・リミックス
歌：渋谷凛（福原綾香）
7. Come to you（M@STER VERSION）本田未央ソロ・リミックス
歌：本田未央（原紗友里）
8. Come to you（GAME VERSION）
歌：小日向美穂（津田美波）、渋谷凛（福原綾香）、本田未央（原紗友里）

## 07 ワタシ御伽ばなシ
2024年6月19日発売。同年1月30日よりゲーム内で配信された新曲「ワタシ御伽ばなシ」のM@STER VERSIONとソロ・リミックス、ソロ新曲1曲を収録したシングル。
収録曲
1. ワタシ御伽ばなシ（M@STER VERSION）
歌：ライラ（市ノ瀬加那）、古賀小春（小森結梨）、喜多日菜子（深川芹亜）、双葉杏（五十嵐裕美）、森久保乃々（高橋花林）
作詞・作曲・編曲：毛蟹（LIVE LAB.）
  - ゲーム中のユニット名は「ファブラ・フォリオ」

2. 青春のWanna!
歌：小関麗奈（長野佑紀）
作詞：八城雄太、作曲・編曲：坪田修平（TRYTONELABO）
3. ワタシ御伽ばなシ（M@STER VERSION） オリジナル・カラオケ
4. 青春のWanna! オリジナル・カラオケ
5. ワタシ御伽ばなシ（M@STER VERSION）ライラソロ・リミックス
歌：ライラ（市ノ瀬加那）
6. ワタシ御伽ばなシ（M@STER VERSION）古賀小春ソロ・リミックス
歌：古賀小春（小森結梨）
7. ワタシ御伽ばなシ（M@STER VERSION）喜多日菜子ソロ・リミックス
歌：喜多日菜子（深川芹亜）
8. ワタシ御伽ばなシ（M@STER VERSION）双葉杏ソロ・リミックス
歌：双葉杏（五十嵐裕美）
9. ワタシ御伽ばなシ（M@STER VERSION）森久保乃々ソロ・リミックス
歌：森久保乃々（高橋花林）
10. ワタシ御伽ばなシ（GAME VERSION）
歌：ライラ（市ノ瀬加那）、古賀小春（小森結梨）、喜多日菜子（深川芹亜）、双葉杏（五十嵐裕美）、森久保乃々（高橋花林）

## 08 スバル
2024年7月17日発売。同年2月28日よりゲーム内で配信された新曲「スバル」のM@STER VERSIONとソロ・リミックス、ユニット新曲1曲を収録したシングル。
収録曲
1. スバル（M@STER VERSION）
歌：大石泉（大木咲絵子）、乙倉悠貴（中島由貴）、多田李衣菜（青木瑠璃子）、水本ゆかり（藤田茜）、神谷奈緒（松井恵理子）
作詞：竹市佳伸、作曲：竹市佳伸・森本練、編曲：竹市佳伸
  - ゲーム中のユニット名は「プロローグノーツ」。

2. アッパレ♪Mahara★Japaaan!
歌：片桐早苗（和氣あず未）、及川雫（のぐちゆり）、堀裕子（鈴木絵理）
作詞：fumi、作曲・編曲：小野貴光
  - ゲーム中のユニット名は「セクシーギルティ」。この名義での楽曲は、「モーレツ★世直しギルティ!」以来2曲目となる。

3. スバル（M@STER VERSION） オリジナル・カラオケ
4. アッパレ♪Mahara★Japaaan! オリジナル・カラオケ
5. スバル（M@STER VERSION）大石泉ソロ・リミックス
歌：大石泉（大木咲絵子）
6. スバル（M@STER VERSION）乙倉悠貴ソロ・リミックス
歌：乙倉悠貴（中島由貴）
7. スバル（M@STER VERSION）多田李衣菜ソロ・リミックス
歌：多田李衣菜（青木瑠璃子）
8. スバル（M@STER VERSION）水本ゆかりソロ・リミックス
歌：水本ゆかり（藤田茜）
9. スバル（M@STER VERSION）神谷奈緒ソロ・リミックス
歌：神谷奈緒（松井恵理子）
10. スバル（GAME VERSION）
歌：大石泉（大木咲絵子）、乙倉悠貴（中島由貴）、多田李衣菜（青木瑠璃子）、水本ゆかり（藤田茜）、神谷奈緒（松井恵理子）

## 09 神様！絶対だよ
2024年9月11日発売。同年4月30日よりゲーム内で配信された新曲「神様！絶対だよ」のM@STER VERSIONとソロ・リミックス、ユニット新曲1曲を収録したシングル。
収録曲
1. 神様！絶対だよ（M@STER VERSION）
歌：イヴ・サンタクロース（松永あかね）、西園寺琴歌（安齋由香里）、島村卯月（大橋彩香）、高森藍子（金子有希）、新田美波（洲崎綾）
作詞・作曲・編曲：Funta7
  - ゲーム中のユニット名は「Innocent Drops」（イノセントドロップス）。

2. Enishi
歌：小早川紗枝（立花理香）、塩見周子（ルゥティン）
作詞・作曲・編曲：ウツミタカアキ
  - ゲーム中のユニット名は「羽衣小町」（はごろもこまち）。この名義での楽曲は、「美に入り彩を穿つ」以来2曲目となる。

3. 神様！絶対だよ（M@STER VERSION） オリジナル・カラオケ
4. Enishi オリジナル・カラオケ
5. 神様！絶対だよ（M@STER VERSION）イヴ・サンタクロースソロ・リミックス
歌：イヴ・サンタクロース（松永あかね）
6. 神様！絶対だよ（M@STER VERSION）西園寺琴歌ソロ・リミックス
歌：西園寺琴歌（安齋由香里）
7. 神様！絶対だよ（M@STER VERSION）島村卯月ソロ・リミックス
歌：島村卯月（大橋彩香）
8. 神様！絶対だよ（M@STER VERSION）高森藍子ソロ・リミックス
歌：高森藍子（金子有希）
9. 神様！絶対だよ（M@STER VERSION）新田美波ソロ・リミックス
歌：新田美波（洲崎綾）
10. 神様！絶対だよ（GAME VERSION）
歌：イヴ・サンタクロース（松永あかね）、西園寺琴歌（安齋由香里）、島村卯月（大橋彩香）、高森藍子（金子有希）、新田美波（洲崎綾）

## 10 流星浪漫
2024年10月16日発売。同年5月30日よりゲーム内で配信された新曲「流星浪漫」のM@STER VERSIONとソロ・リミックス、ソロ新曲1曲を収録したシングル。
収録曲
1. 流星浪漫（M@STER VERSION）
歌：鷺沢文香（M・A・O）、鷹富士茄子（森下来奈）
作詞：井筒日美、作曲・編曲：井上馨太（MONACA）
  - ゲーム中のユニット名は「星纏天女」（せいてんてんにょ）。

2. Merry Warm Bodies
歌：白坂小梅（桜咲千依）
作詞：八城雄太、作曲・編曲：山本真央樹（TRYTONELABO）
3. 流星浪漫（M@STER VERSION） オリジナル・カラオケ
4. Merry Warm Bodies オリジナル・カラオケ
5. 流星浪漫（M@STER VERSION）鷺沢文香ソロ・リミックス
歌：鷺沢文香（M・A・O）
6. 流星浪漫（M@STER VERSION）鷹富士茄子ソロ・リミックス
歌：鷹富士茄子（森下来奈）
7. 流星浪漫（GAME VERSION）
歌：鷺沢文香（M・A・O）、鷹富士茄子（森下来奈）

## 11 バラカストーリア ～月と太陽に祝福を～
2024年11月13日発売。同年6月28日よりゲーム内で配信された新曲「バラカストーリア ～月と太陽に祝福を～」のM@STER VERSIONとソロ・リミックス、ソロ新曲1曲を収録したシングル。
収録曲
1. バラカストーリア ～月と太陽に祝福を～（M@STER VERSION）
歌：ナターリア（生田輝）、ライラ（市ノ瀬加那）
作詞・作曲・編曲：アオワイファイ
  - ゲーム中のユニット名は「ソル・カマル」。

2. Darkness
歌：白菊ほたる（天野聡美）
作詞・作曲：藤田麻衣子、編曲：川田瑠夏
3. バラカストーリア ～月と太陽に祝福を～（M@STER VERSION） オリジナル・カラオケ
4. Darkness オリジナル・カラオケ
5. バラカストーリア ～月と太陽に祝福を～（M@STER VERSION）ナターリアソロ・リミックス
歌：ナターリア（生田輝）
6. バラカストーリア ～月と太陽に祝福を～（M@STER VERSION）ライラソロ・リミックス
歌：ライラ（市ノ瀬加那）
7. バラカストーリア ～月と太陽に祝福を～（GAME VERSION）
歌：ナターリア（生田輝）、ライラ（市ノ瀬加那）

## 12 モラトリアム
2024年12月11日発売。同年7月29日よりゲーム内で配信された新曲「モラトリアム」のM@STER VERSIONとソロ・リミックス、カバー曲1曲を収録したシングル。
収録曲
1. モラトリアム（M@STER VERSION）
歌：夢見りあむ（星希成奏）、双葉杏（五十嵐裕美）
作詞・作曲・編曲：中村さんそ
  - ゲーム中のユニット名は「リアンコリック」。

2. 可愛くてごめん
歌：輿水幸子（竹達彩奈）
作詞・作曲：shito、オリジナルアーティスト：ちゅーたん（早見沙織）
3. モラトリアム（M@STER VERSION） オリジナル・カラオケ
4. モラトリアム（M@STER VERSION）夢見りあむソロ・リミックス
歌：夢見りあむ（星希成奏）
5. モラトリアム（M@STER VERSION）双葉杏ソロ・リミックス
歌：双葉杏（五十嵐裕美）
6. モラトリアム（GAME VERSION）
歌：夢見りあむ（星希成奏）、双葉杏（五十嵐裕美）